# Änne Meier

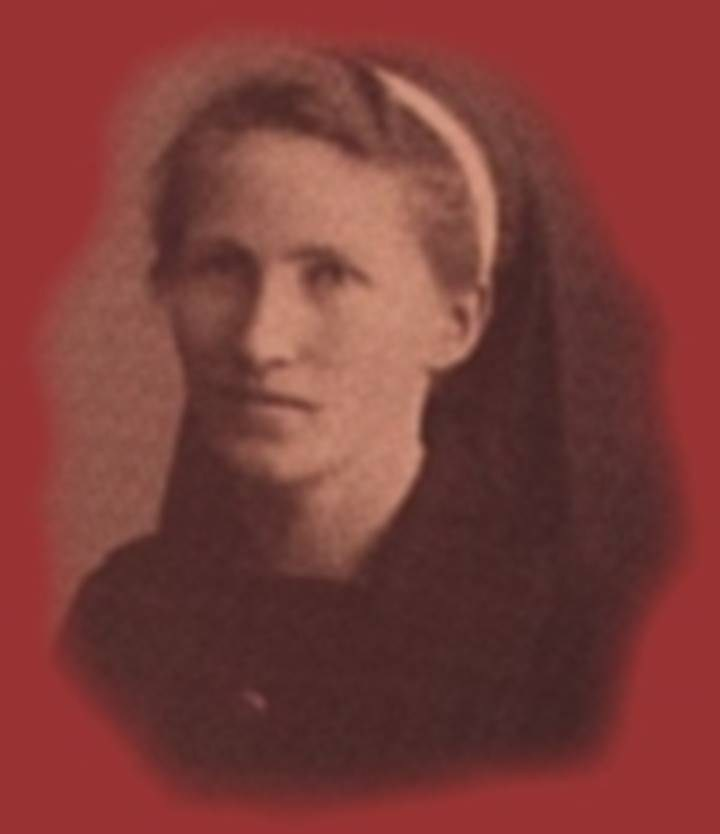
Änne Meier

Änne Meier (* 3. Januar 1896 in Baltersweiler; † 20. Juli 1989 ebenda) war eine deutsche katholische Volksschullehrerin, Fürsorgerin und ein KZ-Häftling.

## Leben
Änne Meier wurde als fünftes von sieben Kindern geboren. Ihr Vater, Johann Meier, war Ackerer und Bäcker, ihre Mutter, Katharina geb. Klein, stammte ebenfalls aus einem landwirtschaftlichen Betrieb. Ihre sittlich-moralische Prägung erfuhren die Familienmitglieder durch den katholischen Glauben, dem auch Änne Meier sehr nahestand. Familientradition war ein ausgeprägtes Engagement im kommunalpolitischen Bereich. So war Ännes Vater zeitweise Ortsvorsteher von Baltersweiler. Ihr Großvater war ebenfalls Ortsvorsteher in der Gemeinde und Mitglied des Kreistages St. Wendel, zusätzlich erster Beigeordneter. Ännes Urgroßvater war ebenfalls Ortsvorsteher und gewählter Schöffe in Baltersweiler.

### Ausbildung zur Volksschullehrerin
Änne Meier durchlief als Mädchen eine für die damalige Zeit sehr gute schulische Ausbildung. Sie dürfte wohl die Erste im Dorf gewesen sein, die die höhere Mädchenschule in St. Wendel erfolgreich durchlief. Danach besuchte sie während des Ersten Weltkriegs von 1914 bis 1917 das Staatliche Lehrerinnenseminar in Saarburg.
Von 1917 bis 1919 erhielt Änne Meier ihre erste Anstellung als Aushilfslehrerin in Brücken (bei Birkenfeld). Nach Kriegsende kamen etliche Lehrer aus dem Feld zurück und beanspruchten ihre ursprünglichen Positionen an ihren Schulen. Dadurch wurde die Zahl der Lehrer zu groß, und Änne Meier musste als Junglehrerin aus dem Schuldienst ausscheiden.

### Ausbildung und Arbeit als Fürsorgerin
Die staatliche Sorge für das Heer der aus dem Krieg heimkehrenden Verwundeten und Hilfebedürftigen führte zu einer Neuinstallation von staatlichen Fürsorgeämtern in den größeren Kommunen und Kreisen. Änne Meier fand Interesse an der Sozialen Hilfe und begann 1919 ein Studium der Sozialpädagogik, -wirtschaft und -hygiene an der Katholischen Sozialen Frauenschule in Heidelberg. Nach erfolgreichem Studium arbeitete sie ab 1921 im Kreiswohlfahrtsamt Homburg und ab 1925 beim St. Ingberter Amt.
In ihrer Heidelberger Zeit kam Änne Meier mit katholischen Jugendverbänden in Berührung. Zugang zur Katholischen Soziallehre erhielt sie durch engeren Kontakt mit dem katholischen Priester Romano Guardini, dem Journalisten Walter Dirks und weiteren Mitgliedern der katholischen liturgischen Erneuerungsbewegung (Zeit des Nationalsozialismus). Bei sogenannten „Werkwochen“ auf der Burg Rothenfels am Main, vergleichbar mit heutigen Klausurtagungen, konnte sie ihren ohnehin kritischen Geist weiter schulen. In der Zeit der aufkommenden nationalsozialistischen Denkschemata engagierte sich Änne Meier im Bund katholischer Pfadfinder und führte dort die Gruppen in den „Gauen“ Pfalz, Saarpfalz und Republik Baden. Weiterhin vervielfältigte sie Hirtenbriefe und Predigten des Münster’schen Bischofs und NS-Gegners Clemens August Kardinal Graf von Galen („Galenbriefe“), was in Zeiten der NS-Diktatur mit erheblichem persönlichem Risiko verbunden war.

### Zeit der NS-Diktatur
Etwa um 1930 widmete sich Änne Meier dem Krankheitskomplex der Tuberkulose, einer seinerzeit unheilbaren Krankheit, deren epidemisch wirkendes Potenzial medizinisch noch nicht beherrschbar war. Sie legte erbbiologische Stammbäume an, die möglicherweise Erbkrankheiten hätten nachweisen können. Entsprechend der NS-Ideologie, die körperlich und geistig geschädigte Menschen als „unwertes Leben“ brandmarkten und auslöschen wollten, war das Material Änne Meiers für die NS-Eugeniker interessant. Trotz erheblicher Restriktionen durch ihre Vorgesetzten weigerte sie sich, ihr Material herauszugeben.
Die Gestapo nahm Änne Meier am 21. Januar 1942 fest; sie erhielt in der Strafanstalt Lerchesflur (Saarbrücken) zehn Wochen Einzelhaft, die von der Gestapo als „Schutzhaft“ deklariert worden war. In deren Begründung hieß es: „… wegen fanatischen Einsatzes für die katholische Aktion, dadurch dass sie Hetzbriefe vervielfältigte und weiterverbreitete und so den Zusammenhalt zwischen Front und Heimat zu untergraben unternimmt.“ Am 11. April 1942 wurde Änne Meier als politischer Häftling in das Frauenkonzentrationslager Ravensbrück verlegt und erhielt die Häftlingsnummer 10 397. Nach der Befreiung des Konzentrationslagers am 28. April 1945 schlug sich Änne Meier bis Mitte Juli 1945 in ihren Heimatort Baltersweiler durch.

### Nachkriegszeit
Ab Oktober 1945 arbeitete Meier wieder in ihrem ursprünglichen Beruf als „Fürsorgerin“ (heute Sozialarbeiterin) im Landratsamt des Kreises St. Wendel. Die Erlebnisse während ihres KZ-Aufenthaltes führten bei den meisten Insassen zu einer posttraumatischen Belastungsstörung, wohl auch bei Änne Meier. So gründete sie gemeinsam mit ehemaligen Mithäftlingen die „Lagergemeinschaft Ravensbrück“, die versuchte, die Geschehnisse zu verarbeiten und sich gegenseitig Unterstützung zu gewähren. Weiterhin engagierte sie sich im saarländischen Landesverband der Vereinigung der Verfolgten des Naziregimes (VVN) und als Gründungsmitglied des Adolf-Bender-Zentrums und dessen Trägerverein Verein zur Förderung Demokratischer Traditionen. Auch im christlich-katholischen Bereich wirkte sie als Mitbegründerin der Pax-Christi-Bewegung des Bistums Trier.
1989 starb Änne Meier im Alter von 93 Jahren. Ihre letzte Ruhestätte fand sie auf dem Friedhof in Baltersweiler.

## Ehrungen
- Bundesverdienstkreuz 1. Klasse (23. März 1988)[2]

## Nachleben

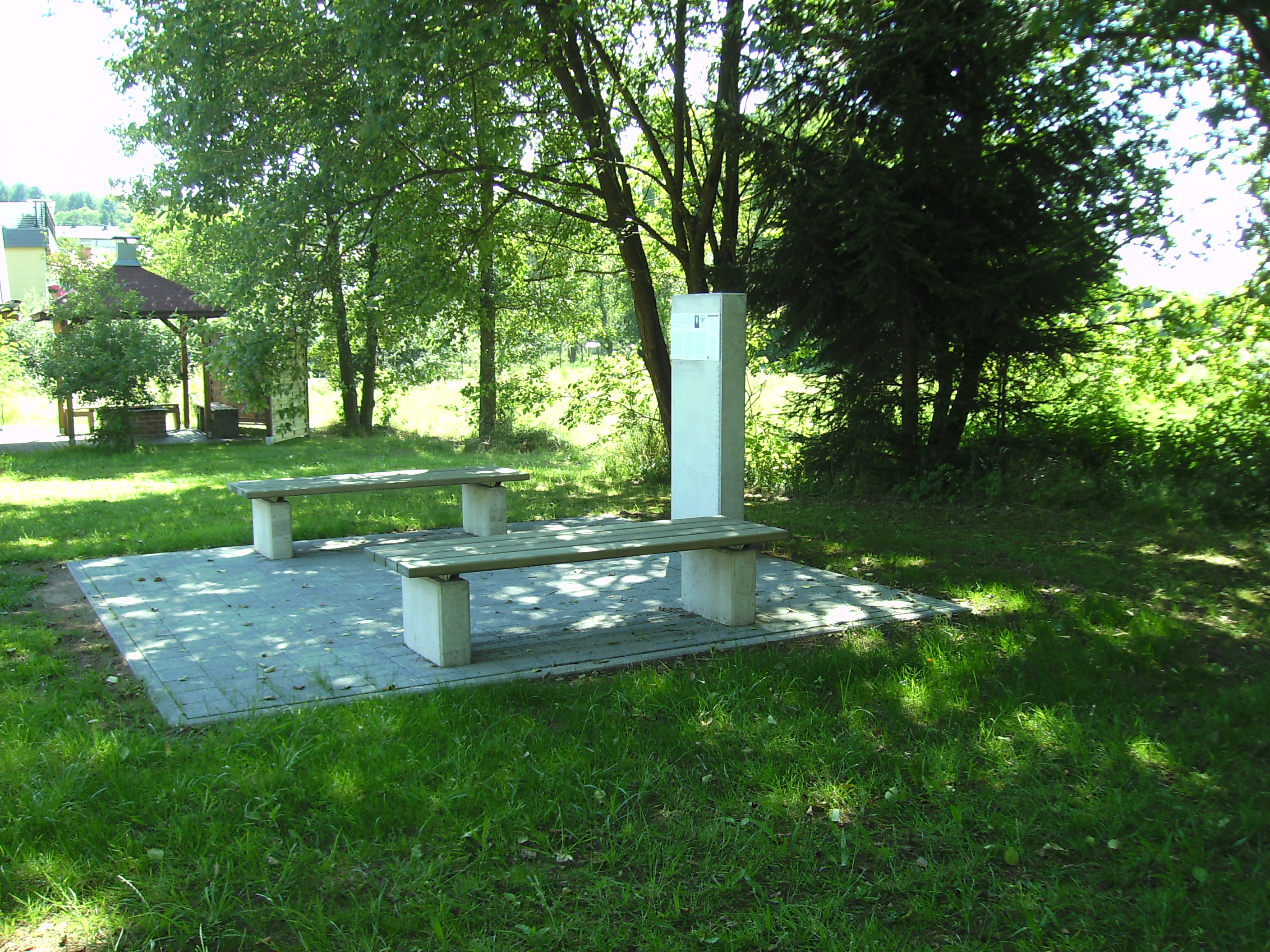
Änne-Meier-Platz in Baltersweiler

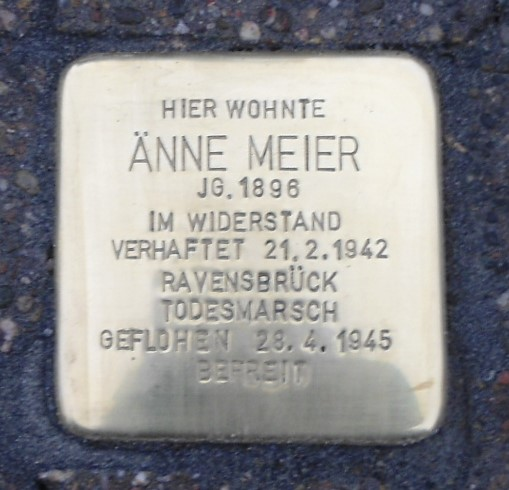
Stolperstein in St. Ingbert

- In ihrem Heimatort Baltersweiler wurde eine Schule nach ihr benannt, die „Änne-Meier-Schule für Geistig Behinderte Kinder und Jugendliche“.
- Das Adolf-Bender-Zentrum hat Änne Meier eine eigene Wanderausstellung gewidmet, die bei dem Zentrum buchbar ist.
- Im Mai 2014 wurde ein Platz in der Ortsmitte ihres Heimatdorfs Baltersweiler nach Änne Meier benannt[3]. Der Platz gehört zu der Reihe „Orte gegen das Vergessen“; die Orte sollen an die Geschichte jüdischer Bürger im St. Wendeler Land erinnern.